# Nicolás Millán
Nicolás Ignacio Millán Carrasco (Santiago, Chile, 17 de noviembre de 1991) es un futbolista chileno, que juega de delantero. Actualmente está sin club.

## Trayectoria profesional
Jugando por Colo-Colo, en un partido disputado en Valparaíso contra Santiago Wanderers, válido por el Torneo de Clausura 2006, el 10 de septiembre de 2006 se convirtió en el jugador más joven que ha debutado en la historia del fútbol chileno, con tan solo 14 años y 298 días, cuando Claudio Borghi, en ese entonces técnico del "Cacique", decidió su ingreso al campo de juego en el minuto 79 del partido, ingresando por Felipe Mella (†), otro que debutaba en el profesionalismo. En ese mismo compromiso, tuvo la oportunidad de quedar en la historia como el futbolista más joven en convertir un gol en la Primera División de Chile, pero elevó su disparo con el arco desguarnecido.
Luego de aquel día tuvo un par de citaciones más para integrar el primer equipo, hasta que se fue a Inglaterra para probarse en el Chelsea, al mando, en ese entonces, de José Mourinho. Estuvo un mes en el club blue antes de regresar a Chile, pero debido a una lesión y a un problema con el club colocolino, que se negó a hacerle un contrato a Millán, este se va de la institución y del país, emigrando a Argentina para jugar en Rivadavia de Lincoln y Tigre. En julio del 2010 vuelve a Colo-Colo de la mano de Diego Cagna, pero ya sin la carga mediática de su anterior paso en el club y con muchas lesiones, por lo que no está en los planes del técnico. Desde entonces comienza un peregrinaje por diversos clubes de la Primera B, que empezó en Naval y siguió en Unión Temuco el 2013, pero tras la desaparición del club recae en Curicó Unido, luego en Puerto Montt, Deportes Pintana de la Segunda División Profesional y San Marcos de Arica, el cual defendió entre 2020 y 2021.

## Clubes
| Club                       | País      | Año       |
| -------------------------- | --------- | --------- |
| Colo-Colo                  | Chile     | 2006-2007 |
| Rivadavia de Lincoln       | Argentina | 2008-2009 |
| Tigre                      | Argentina | 2009-2010 |
| Naval de Talcahuano        | Chile     | 2011-2012 |
| Unión Temuco               | Chile     | 2013      |
| Curicó Unido               | Chile     | 2013-2015 |
| Deportes Puerto Montt      | Chile     | 2015-2016 |
| Deportes Pintana           | Chile     | 2016-2017 |
| Deportes Copiapó           | Chile     | 2017-2019 |
| San Marcos de Arica        | Chile     | 2020-2021 |
| Independiente de Cauquenes | Chile     | 2021      |
| Ferro de General Pico      | Argentina | 2022      |
| Iberia                     | Chile     | 2023      |

## Palmarés

### Campeonatos nacionales
| Título           | Club      | País  | Año    |
| ---------------- | --------- | ----- | ------ |
| Primera División | Colo-Colo | Chile | 2006-C |